# Saint-Jean-de-Braye
Saint-Jean-de-Braye è un comune francese di 19 653 abitanti situato nel dipartimento del Loiret nella regione del Centro-Valle della Loira.

## Società

### Evoluzione demografica
Abitanti censiti

## Amministrazione

### Gemellaggi
- Pfullendorf, Germania
- Boussouma, Burkina Faso
- March, Regno Unito
- Tuchów, Polonia